# Stealers Wheel
Gli Stealers Wheel sono stati un gruppo musicale rock scozzese, formatosi a Paisley, in Scozia nel 1972 da due amici di scuola, Joe Egan (Seosamh MacAodhagain) (del '44, scomparso il 6 luglio 2024) e Gerry Rafferty (del '47, scomparso il 4 febbraio 2011).

## Storia
All'inizio degli anni settanta, la band era considerata la versione scozzese di Crosby, Stills, Nash & Young e, dopo due singoli di poco successo, divennero famosi in tutto il mondo per la loro hit Stuck in the Middle with You. La traccia, nello stile di Bob Dylan e dei Beatles raggiunse la top ten dei singoli in Gran Bretagna e negli USA nel 1973 (negli USA alla sesta posizione, in Gran Bretagna all'ottava) e vendette più di un milione di copie in tutto il mondo.
I primi due album furono prodotti dai ben noti Leiber & Stoller, l'ultimo - causa alcune liti manageriali - invece da Mentor Williams. Tutti e tre avevano delle copertine particolarmente innovative dal punto di vista visivo, quasi oniriche - disegnate da John Patrick Byrne.
Nel 2001 Louise Redknapp la diffuse in versione "dance", che giunse alla decima posizione nella top ten; il video musicale per questa versione della canzone fece conoscere nuovamente la canzone, che nel 1992 era stata utilizzata come sottofondo nella famosa scena del taglio dell'orecchio presente nel film cult Le iene, di Quentin Tarantino.

## Componenti

### Componenti 2008
- Paul Pilnick: chitarra (1972; 2008)
- Rod Coombes: batteria (1972; 2008)
- Tony Williams: basso (1972; 2008)
- Tony Mitchell: chitarra (2008)

### Ex componenti
- Gerry Rafferty: voce, chitarra (1972–1975)
- Joe Egan: voce, tastiera (1972–1975)
- Ian Campbell: basso (1972)
- Roger Brown: voce (1972)
- Rab Noakes: chitarra, voce (1972)
- Luther Grosvenor (Ariel Bender): voce, chitarra (1972–1973)
- DeLisle Harper: basso (1973)
- Andrew Steele: batteria(1973–1975)
- Joe Jammer: chitarra (1973–1975)
- Gerry Taylor: basso (1973–1975)
- Bernie Holland: guitar (1975)
- Dave Wintour: basso (1975)

## Discografia
Album in studio
- 1972 - Stealers Wheel
- 1973 - Ferguslie Park
- 1975 - Right or Wrong

Raccolte
- 1990 - The Best of Stealers Wheel